# NASCAR Grand National Series 1958
De NASCAR Grand National Series 1958 was het tiende seizoen van het belangrijkste NASCAR kampioenschap dat in de Verenigde Staten gehouden wordt. Het seizoen startte op 3 november 1957 op de Champion Speedway in Fayetteville en eindigde op 26 oktober 1958 op de Lakewood Speedway in Atlanta. Lee Petty won het kampioenschap voor de tweede keer in zijn carrière.

## Races
Top drie resultaten.
| '  | Datum  | Race                       | Circuit                         | Winnaar           | Tweede            | Derde            |
| 1  | 3-nov  | Race 1                     | Champion Speedway               | Rex White         | Lee Petty         | Tiny Lund        |
| 2  | 23-feb | Race 2                     | Daytona Beach & Road Course     | Paul Goldsmith    | Curtis Turner     | Jack Smith       |
| 3  | 2-mrt  | Race 3                     | Concord Speedway                | Lee Petty         | Curtis Turner     | Speedy Thompson  |
| 4  | 15-mrt | Race 4                     | Champion Speedway               | Curtis Turner     | Gwyn Staley       | Buck Baker       |
| 5  | 16-mrt | Race 5                     | Wilson Speedway                 | Lee Petty         | Buck Baker        | Marvin Panch     |
| 6  | 23-mrt | Race 6                     | Occoneechee Speedway            | Buck Baker        | Marvin Panch      | Speedy Thompson  |
| 7  | 5-apr  | Race 7                     | Champion Speedway               | Bob Welborn       | Frankie Schneider | Speedy Thompson  |
| 8  | 10-apr | Race 8                     | Columbia Speedway               | Speedy Thompson   | Jack Smith        | Tiny Lund        |
| 9  | 12-apr | Race 9                     | Piedmont Interstate Fairgrounds | Speedy Thompson   | Jack Smith        | Junior Johnson   |
| 10 | 13-apr | Race 10                    | Lakewood Speedway               | Curtis Turner     | Joe Weatherly     | Fireball Roberts |
| 11 | 18-apr | Race 11                    | Southern States Fairgrounds     | Curtis Turner     | Jack Smith        | Johnny Allen     |
| 12 | 20-apr | Virginia 500               | Martinsville Speedway           | Bob Welborn       | Rex White         | Jim Reed         |
| 13 | 25-apr | Race 13                    | Old Dominion Speedway           | Frankie Schneider | Jack Smith        | Rex White        |
| 14 | 27-apr | Race 14                    | Old Bridge Stadium              | Jim Reed          | Eddie Pagan       | Rex White        |
| 15 | 3-mei  | Race 15                    | Greenville-Pickens Speedway     | Jack Smith        | Buck Baker        | Junior Johnson   |
| 16 | 11-mei | Race 16                    | Greensboro Fairgrounds          | Bob Welborn       | Lee Petty         | Junior Johnson   |
| 17 | 15-mei | Race 17                    | Starkey Speedway                | Jim Reed          | Rex White         | Eddie Pagan      |
| 18 | 18-mei | Wilkes County 160          | North Wilkesboro Speedway       | Junior Johnson    | Jack Smith        | Rex White        |
| 19 | 24-mei | Race 19                    | Bowman Gray Stadium             | Bob Welborn       | Rex White         | Jim Reed         |
| 20 | 30-mei | Northern 500               | Trenton Speedway                | Fireball Roberts  | Junior Johnson    | Lee Petty        |
| 21 | 1-jun  | Crown America 500          | Riverside International Raceway | Eddie Gray        | Lloyd Dane        | Jack Smith       |
| 22 | 5-jun  | Race 22                    | Columbia Speedway               | Junior Johnson    | George Dunn       | Fred Harb        |
| 23 | 12-jun | Race 23                    | New Bradford Speedway           | Junior Johnson    | Lee Petty         | Bob Duell        |
| 24 | 15-jun | Race 24                    | Reading Fairgrounds             | Junior Johnson    | Eddie Pagan       | Buck Baker       |
| 25 | 25-jun | Race 25                    | Lincoln Speedway                | Lee Petty         | Buck Baker        | Bob Welborn      |
| 26 | 28-jun | Buddy Shuman 250           | Hickory Motor Speedway          | Lee Petty         | Junior Johnson    | Speedy Thompson  |
| 27 | 29-jun | Race 27                    | Asheville-Weaverville Speedway  | Rex White         | Buck Baker        | Speedy Thompson  |
| 28 | 4-jul  | Raleigh 250                | Raleigh Speedway                | Fireball Roberts  | Buck Baker        | Rex White        |
| 29 | 12-jul | Race 29                    | McCormick Field                 | Jim Paschal       | Cotton Owens      | Rex White        |
| 30 | 16-jul | Race 30                    | State Line Speedway             | Shorty Rollins    | Bob Duell         | Ken Johnson      |
| 31 | 18-jul | Race 31                    | Canadian Exposition Stadium     | Lee Petty         | Cotton Owens      | Jim Reed         |
| 32 | 19-jul | Race 32                    | Civic Stadium                   | Jim Reed          | Cotton Owens      | Johnny Mackison  |
| 33 | 25-jul | Race 33                    | Monroe County Fairgrounds       | Cotton Owens      | Buck Baker        | Speedy Thompson  |
| 34 | 26-jul | Race 34                    | Wall Stadium                    | Jim Reed          | Rex White         | Buck Baker       |
| 35 | 2-aug  | Race 35                    | Bridgehampton Raceway           | Jack Smith        | Cotton Owens      | Jim Reed         |
| 36 | 7-aug  | Race 36                    | Columbia Speedway               | Speedy Thompson   | Bob Welborn       | Cotton Owens     |
| 37 | 10-aug | Nashville 200              | Music City Motorplex            | Joe Weatherly     | Bob Welborn       | Larry Frank      |
| 38 | 17-aug | Western North Carolina 500 | Asheville-Weaverville Speedway  | Fireball Roberts  | Bob Welborn       | Lee Petty        |
| 39 | 22-aug | Race 39                    | Bowman Gray Stadium             | Lee Petty         | Shorty Rollins    | Jim Reed         |
| 40 | 23-aug | Race 40                    | Rambi Raceway                   | Bob Welborn       | Buck Baker        | Shorty Rollins   |
| 41 | 1-sep  | Southern 500               | Darlington Raceway              | Fireball Roberts  | Buck Baker        | Shorty Rollins   |
| 42 | 5-sep  | Race 42                    | Southern States Fairgrounds     | Buck Baker        | Speedy Thompson   | Shorty Rollins   |
| 43 | 7-sep  | Race 43                    | Fairgrounds Raceway             | Fireball Roberts  | Buck Baker        | Lee Petty        |
| 44 | 7-sep  | Race 44                    | California State Fairgrounds    | Parnelli Jones    | Bob Ross          | Danny Weinberg   |
| 45 | 12-sep | Race 45                    | Gastonia Fairgrounds            | Buck Baker        | Lee Petty         | Bob Welborn      |
| 46 | 14-sep | Richmond 200               | Richmond International Raceway  | Speedy Thompson   | Lee Petty         | Tommy Irwin      |
| 47 | 28-sep | Race 47                    | Occoneechee Speedway            | Joe Eubanks       | Doug Cox          | Buck Baker       |
| 48 | 5-okt  | Race 48                    | Salisbury Speedway              | Lee Petty         | Buck Baker        | Cotton Owens     |
| 49 | 12-okt | Old Dominion 500           | Martinsville Speedway           | Fireball Roberts  | Speedy Thompson   | Rex White        |
| 50 | 19-okt | Wilkes 160                 | North Wilkesboro Speedway       | Junior Johnson    | Glen Wood         | Speedy Thompson  |
| 51 | 26-okt | Race 51                    | Lakewood Speedway               | Junior Johnson    | Fireball Roberts  | Lee Petty        |

## Eindstand - Top 10
| 1  | Lee Petty       | 12232 |
| 2  | Buck Baker      | 11588 |
| 3  | Speedy Thompson | 8792  |
| 4  | Shorty Rollins  | 8124  |
| 5  | Jack Smith      | 7666  |
| 6  | L.D. Austin     | 6972  |
| 7  | Rex White       | 6552  |
| 8  | Junior Johnson  | 6380  |
| 9  | Eddie Pagan     | 4910  |
| 10 | Jim Reed        | 4762  |